# Paralyzed (Lenny Kravitz)
Paralyzed è un singolo di Lenny Kravitz, pubblicato il 20 maggio 2024 come estratto dall'album in studio di Lenny Kravitz Blue Electric Light.

## Video musicale
Diretto da Anthony Mandler, il video è stato pubblicato il 24 luglio 2024.

## Tracce
1. Paralyzed – 4:29